# Salabert (affluent du Lot)
Pour les articles homonymes, voir Salabert.
Le Salabert est une  rivière du sud-ouest de la France, dans le département de Lot-et-Garonne, sous-affluent de la Garonne par le Lot.

## Géographie
De 11,9 km de longueur, le Salabert prend sa source dans le département de Lot-et-Garonne commune de Saint-Salvy et se jette dans le Lot sur la commune de Lafitte-sur-Lot en rive gauche.

### Départements et communes traversées
- Lot-et-Garonne : Saint-Salvy, Prayssas, Lacépède, Bourran, Lafitte-sur-Lot.

## Principaux affluents
- Ruisseau de Gaste-Pan : 1,7 km